# Base antarctique Kohnen
La base Kohnen est une station de recherche polaire allemande située sur le continent Antarctique, ne fonctionnant que l'été et pouvant héberger jusqu'à 20 personnes. Elle a été baptisée du nom du géophysicien Heinz Kohnen (1938–1997), qui a longtemps été le directeur de la logistique de l'Institut Alfred-Wegener pour la recherche polaire et marine.
La station a ouvert le 11 janvier 2001 en Terre de la Reine-Maud. Elle est située à75° 00′ S, 0° 04′ E, et à 2 892 m d'altitude. Elle se trouve à 757 km au sud-est de la base antarctique Neumayer, qui repose sur la plaque de glace Ekström et fournit les moyens logistiques et administratifs à la station Kohnen. Tout comme la station britannique Halley, la base est construite sur des pilotis en acier qui lui permettent d'être remontée au fur et à mesure que la couche de neige et de glace augmente.
La station comporte une salle radio, un réfectoire, une cuisine, des salles de bains, deux chambres, des appareils pour fondre la neige, un magasin, un atelier et une station électrique de 1,21 GW.
La base Kohnen est la base logistique pour le projet EPICA et possède aussi un forage.